# دوروتی لامور
دوروتی لامور (انگلیسی: Dorothy Lamour؛ ‏ ۱۰ دسامبر ۱۹۱۴ – ۲۲ سپتامبر ۱۹۹۶) خواننده و بازیگر اهل ایالات متحده آمریکا بود.

## برگزیده فیلم‌شناسی
| سال  | عنوان                   | نقش              | توضیحات |
| ---- | ----------------------- | ---------------- | ------- |
| ۱۹۳۷ | دلفریب                  | Molly Fuller     |         |
| ۱۹۳۷ | توفند                   | Marama           |         |
| ۱۹۳۸ | عشق جنگلی او            | تورا             |         |
| ۱۹۴۱ | آلومای دریاهای جنوب     | Aloma            |         |
| ۱۹۴۲ | راه مراکش               | Princess Shalmar |         |
| ۱۹۴۳ | دیکسی                   | Millie Cook      |         |
| ۱۹۵۲ | بزرگ‌ترین نمایش روی زمین | Phyllis          |         |
| ۱۹۶۳ | داناوانز ریف            | Miss Laflour     |         |
| ۱۹۶۴ | پارتی شبانه دخترها      | Head Saleslady   |         |